# Museu de Arte Primitiva de Assis
O Museu de Arte Primitiva de Assis (MAPA) “José Nazareno Mimessi” é um dos museus da cidade de Assis, vinculado à Secretaria Municipal de Cultura desde 6 de outubro de 2018 (Lei Municipal nº 6371/18), esteve anteriormente subordinado à Fundação Assisense de Cultura e foi fundado por José Nazareno Mimessi
Localizado em um parque ecológico, o João Domingos Coelho, conhecido como Parque do Buracão funciona em prédio próprio e climatizado inaugurado em 26 de setembro de 1999, construído mediante o patrocínio da Telesp  por meio da lei Federal de Incentivo à Cultura.
O MAPA preserva por volta de 1500 obras, de linguagens artísticas, como pinturas, desenhos, gravuras, esculturas e cerâmicas, ocupando lugar de destaque entre as entidades de guarda da arte primitivista. Dispõe de três salas de exposições, duas para as temáticas temporárias e uma para a exposição permanente. A maior parte das obras são de Ranchinho